# بطاقات بريدية من على الحافة (فلم)
بطاقات بريدية من على الحافة (بالإنجليزية: Postcards from the Edge) فيلم درامي كوميدي أمريكي لعام 1990  من إخراج مايك نيكولز. يستند سيناريو الكاتبة والممثلة كاري فيشر إلى روايتها (شبه السيرة الذاتية) التي تحمل نفس العنوان عام 1987. الفيلم من بطولة ميريل ستريب وشيرلي ماكلين ودينيس كويد  وتدور الأحداث حول ممثلة مدمنة على المخدرات تحاول أن تنظر إلى الجانب المشرق من الحياة رغم إجبارها على العودة للعيش مع والدتها لتتجنب البطالة.
صدر الفيلم إلى دور العرض الأمريكية في 14 سبتمبر 1990.
حقق الفيلم نجاح تجاري حيث حصد  63.4 مليون دولار من شباك التذاكر، كما حصل على نجاح كبير لدى النقاد. كما فاز بجائزتين ورشح للحصول على 12 جائزة.

## طاقم التمثيل
ميريل ستريب: في دور سوزان فالي
شيرلي ماكلين: في دور دوريس مان
دينيس كويد: في دور جاك فولكنر
جين هاكمان: في دور لويل كولتشيك
ريتشارد دريفوس: في دور دكتور فرانكنثال
روب راينر: في دور جو بيرس
ماري ويكس: في دور الجدة
كونراد باين: في دور الجد
أنيت بينينج: في دور إيفلين أميس
سيمون كالو: في دور سيمون أسكويث
غاري مورتون: في دور مارتي وينر
سي إتش باوندر: في دور جولي مارسدن
روبن بارتليت: في دور أريثا
باربرا جاريك: في دور كارول
أنتوني هيلد: في دور جورج لازان
دانا آيفي: في دور عشيقة خزانة الملابس
أوليفر بلات: في دور نيل بلين
مايكل أونتكين: في دور روبرت مونش

## أحداث الفيلم
تتعافى الممثلة سوزان فالي (ميريل ستريب) من إدمان المخدرات وتحاول العودة لمسيرتها التمثيلية ومتابعة حياتها. كانت قد تناولت جرعة زائدة من الكوكايين، أثناء موعد غرامي، وسارعت والدتها دوريس مان (شيرلي ماكلين) بإدخالها إلى مركز إعادة التأهيل من غرفة طوارئ المستشفى. تستعد سوزان للعودة إلى العمل، وينصحها وكيلها بأن بوليصة تأمين الاستوديو ستغطيها فقط إذا كانت تعيش مع شخص «مسؤول» مثل والدتها. تتردد سوزان للغاية في العودة إلى المرأة التي كافحت للهروب منها لسنوات بعد أن نشأت في ظلها. أن دوريس صاخبة للغاية، وتنافسية، ومتلاعبة، وذاتية جدا، وتوجه لابنتها نصائح كثيرة غير مرغوب فيها مع معاملتها كطفلة أيضا.
يلتقي المنتج جاك فولكنر (دينيس كويد) مع سوزان في الاستوديو ويكشف أنه هو الذي قادها إلى المستشفى خلال آخر جرعة زائدة تناولتها. توافق سوزان على الخروج مع جاك، وخلال أول موعد، يصارحها بحبه وتعتقد أن كل كلمة حقيقية. لكن نشوة سوزان لم تدم طويلاً حيث أكتشفت علاقة جاك بالممثلة الشابة إيفلين أميس (أنيت بينينغ)، وتذهب سوزان إلى منزل جاك وتواجهه، ومع تصاعد جدالهم، يشير جاك إلى أن سوزان كانت أكثر إثارة للاهتمام عندما كانت تحاول العمل أثناء تعاطيها للمخدرات.
تعرف سوزان من دوريس أن مدير أعمالها مارتي وينر (غاري مورتون) قد استولى على كل أموالها ولاذ بالفرار. يؤدي هذا إلى جدال بين المرأتين. بعرض المخرج لويل كولشيك (جين هاكمان) على سوزان العمل بشرط أن بعيدة عن الإدمان ورصينة. تعود سوزان إلى البيت لتكتشف أن دوريس قد حطمت سيارتها في شجرة بعد شرب الكثير من النبيذ. وفي المستشفى تتحدث سوزان من القلب إلى دوريس بينما تقوم بإصلاح مكياجها ووضع وشاح على رأسها لإخفاء حقيقة ما أصابها في الحادث. تستجمع دوريس شجاعتها، عندما تشعر بتحسن، وتواجه وسائل الإعلام. تقابل سوزان دكتور فرانكينثال (ريتشارد دريفوس)، الذي عالجها بعد آخر جرعة زائدة، ويدعوها لمشاهدة فيلم معه، ولكنها ترفض حيث أنها ليست مستعدة للمواعدة بعد. يخبرها دكتور فرانكينثال أنه على استعداد للانتظار.

## إنتاج الفيلم
علق المخرج مايك نيكولز على مشكلة إعداد الرواية الأصلية للشاشة قائلاً: «لقد عملنا لفترة طويلة لتكييف الكتاب مع الشاشة ولكننا عدنا في النهاية إلى القصة الأصلية لأم وهي تسلم العصا لابنتها»، وأضاف: «لا تعتمد الكاتبة كاري على سيرة حياتها الخاصة أكثر مما فعل في الماضي الروائي الفرنسي جوستاف فلوبير. الأمر فقط هو أن حياته لم تكن معروفة جيدًا».
بدأ نيكولز مرحلة ما قبل الإنتاج في نيويورك، حيث قام بتجميع مجموعة الممثلين للعمل على سطور من النص من أجل إتقانه. في المقابل، تم إعطاء الممثلين، ومن بينهم آنيت بينينغ، أدوارًا صغيرة في الفيلم عندما تم تصويره.
رداً على أسئلة حول مدى قرب علاقة سوزان ودوريس بالفيلم بالتوازي مع علاقة الكاتبة بوالدتها، الممثلة ديبي رينولدز، صرحت كاري فيشر: "لقد كتبت عن أم ممثلة وابنتها الممثلة أيضا، كان من الأسهل بالنسبة للمشاهد أن يعتقد أنه ليس لدي خيال لتأليف شخصيات، وأنني مجرد مسجل شرائط ببطاريات لا نهاية لها". في كتاب سيرة ديبي رينولدز الذاتية لعام 2013 "غير قابلة للغرق Unsinkable" أشارت إلى أن نيكولز أخبرها: "أنت لست مناسبة لدور الأم في "بطاقات بريدية من الحافة"، وقام بإسناد الدور إلى شيرلي ماكلين. قام فريق "بلو روديو Blue Rodeo" بالغناء مع ميريل ستريب في أغنية "أنا اسجل للخروج I'm Checkin' Out " التي كتبها شيل سيلفرشتاين. تشمل الأغاني الأخرى التي تم عرضها في الفيلم أغنية "ما زلت هنا" (غنتها شيرلي ماكلين) و"أنت لا تعرفني" (غنتها ميريل ستريب).

## استقبال الفيلم
افتتح الفيلم في 1013 دور عرض في الولايات المتحدة وكندا في 14 سبتمبر 1990 وحقق 7.871.856 دولارًا في عطلة نهاية الأسبوع الافتتاحية، ليحتل المرتبة الأولى في شباك التذاكر الأمريكية. بلغ إجمالي أرباح الفيلم في نهاية المطاف 39.071.603 دولار في الولايات المتحدة وكندا و 24.3 مليون دولار دوليًا، بإجمالي 63.4 مليون دولار عالميًا.
منح موقع «الطماطم الفاسدة» الفيلم تقييما مقداره 84% بناءاً على آراء 32 ناقداً سينمائياً، وكتب إجماع نقاد الموقع: «الفيلم يجمع بين أثنين من المواهب القوية مع سيناريو ذكي ومكتوب بدقة، مما يجعل» بطاقات بريدية من على الحافة«دراما مقنعة من الصدمة المستوحاة من الواقع».
منح موقع «ميتاكريتيك» الفيلم تقييما مقداره 71% بناءاً على آراء 18 ناقداً سينمائياً.
قال فنسينت كانبي من صحيفة نيويورك تايمز إن الفيلم: «يبدو أنه كان تعاونًا لطيفًا للغاية بين الكاتب والمخرج، رواية الآنسة فيشر، وهي مادة مثالية لقدرة المخرج نيكولز الخاصة على اكتشاف الحساسية الإنسانية داخل ما هو غير معقول».
كتب الناقد روجر إيبرت من صحيفة شيكاغو صن تايمز: «الشيء المخيب للآمال في الفيلم هو أنه لا يسلم أبدًا حقًا في موضوع التعافي من الإدمان. هناك بعض المشاهد غير المكتملة، والتي تُرى بشكل خافت، وغير المحققة في مركز إعادة التأهيل، ثم حديث متقطع عن اجتماعات» مدمني الكحول المجهولين«خارج الشاشة. ولكن الفيلم مشغول بالقيل والقال؛ ويشجعنا على التساؤل عن عدد أوجه التشابه بين شخصيات ستريب وماكلين وأصولهم الأصلية، كما في حالة فيشر وديبي رينولدز... يحتوي» بطاقات بريدية من على الحافة«على الكثير من الكتابة الجيدة والعديد من العروض المشاهد الجيدة، لكن قلبه ليس في مكانه الصحيح».
قال هال هينسون من صحيفة واشنطن بوست: "تقدم ميريل ستريب أفضل أداء كوميدي مفصّل تمامًا في حياتها المهنية، وهو الأداء الذي ألمحت إليه دائمًا وجعلنا نأمل فيه". وشعر الكاتب أن الجزء الأول من الفيلم كان الأفضل ويرجع ذلك أساسًا إلى أن نيكولز يركز بشدة على ميريل ستريب وكأن لا شيء آخر في الفيلم يهمه، ولكن بينما يخدم نيكولز نجمته، فإنه يترك مناطق أخرى من الفيلم تتراخى... ولكن عندما يبتعد عن العرض الهجائي ويركز على العلاقة بين الأم وابنتها، يتعثر الفيلم".

## جوائز وترشيحات
جوائز الأوسكار - الولايات المتحدة الأمريكية 1991: رشح الفيلم لجائزة أفضل ممثلة (ميريل ستريب) وجائزة أفضل موسيقى شيل سيلفرشتاين.
جوائز بافتا 1991: رشح لجوائز أفضل ممثلة (شيرلي ماكلين) وأفضل موسيقى (كارلي سيمون) وأفضل سيناريو (كاري فيشر).
جوائز 20/20 2011: رشح لجائزة فيلكس لأفضل أغنية «أنا اسجل للخروج» التي كتبها شيل سيلفرشتاين.
جوائز الكوميديا الأمريكية - الولايات المتحدة الأمريكية 1991: فاز الفيلم بجائزة أطرف ممثلة في فيلم سينمائي (دور رئيسي ميريل ستريب) ورشح لجائزة أطرف ممثلة مساعدة في فيلم سينمائي شيرلي ماكلين).
جوائز جمعية الكاستنج الأمريكية - الولايات المتحدة الأمريكية 1991: رشح لجائزة أفضل اختيار لفيلم روائي طويل وكوميدي (جولييت تايلور).
جوائز جمعية دالاس فورت وورث لنقاد السينما لعام 1991: رشح لجائزة أفضل ممثلة (ميريل ستريب)
جوائز غولدن غلوب - الولايات المتحدة الأمريكية 1991: رشح الفيلم لجائزة أفضل أداء لممثلة (ميريل ستريب) وجائزة أفضل أداء لممثلة مساعدة (شيرلي ماكلين) وجائزة أفضل أغنية «أنا اسجل للخروج» لفيلم (شيل سيلفرشتاين).
جوائز دائرة نقاد لندن 1992: فاز الفيلم بجائزة الوافدة الجديدة لهذا العام (أنيت بينينغ).

## روابط خارجية
- مقالات تستعمل روابط فنية بلا صلة مع ويكي بيانات

https://www.imdb.com/title/tt0100395/ بطاقات بريدية من على الحافة (فيلم)
https://www.filmaffinity.com/en/film315613.html بطاقات بريدية من على الحافة (فيلم)
https://www.rottentomatoes.com/m/postcards_from_the_edge بطاقات بريدية من على الحافة (فيلم)
https://www.allmovie.com/movie/postcards-from-the-edge-v38839 بطاقات بريدية من على الحافة (فيلم)
https://www.tcm.com/tcmdb/title/86987/postcards-from-the-edge/#overview بطاقات بريدية من على الحافة (فيلم)